# Kanton Châteaubriant
Kanton Châteaubriant (fr. Canton de Châteaubriant) je francouzský kanton v departementu Loire-Atlantique v regionu Pays de la Loire. Tvoří ho čtyři obcí.

## Obce kantonu
- Châteaubriant
- Ruffigné
- Saint-Aubin-des-Châteaux
- Soudan